# Солон (река)
Со́лон (бел. Со́лан) — река в Стародорожском районе Минской области Белоруссии, левый приток Орессы. Длина реки — 32 км. Площадь водосбора 278 км², средний наклон водной поверхности 0,7 м/км, средний расход воды в устье — 1,4 м³/с.
Исток реки находится на границе с Могилёвской областью северо-западнее деревни Зелёная Дуброва. В верховьях река обозначена на картах как канава Казённая. Генеральное направление течения — юго-запад.
Долина реки на большей части не выражена. Пойма отсутствует в верхнем течении, в среднем и нижнем — двусторонняя шириной 200—500 метров. Русло от истока канализировано в течение 19,6 км, в остальной части извилистое, шириной 5-10 м.
Большая часть течения проходит по ненаселённому, заболоченному лесу. В верхнем течении неподалёку от реки деревня Ляды, в нижнем деревня Солон (2 км от реки).
Впадает в Орессу у деревни Боровики.